# フォキオンの葬送
『フォキオンの葬送』（フォキオンのそうそう、英: The Funeral of Phocion）、または『フォキオンの葬送のある風景』（フォキオンのそうそうのあるふうけい、仏: Paysage avec les funérailles de Phocion、英: Landscape with the Funeral of Phocion）は、フランスの17世紀の画家ニコラ・プッサンが1648年にキャンバス上に油彩で制作した風景画である。対となる『フォキオンの遺灰のある風景』 (ウォーカー・アート・ギャラリー、リバプール) とともに、リヨンの富裕な絹織物商人スリジェのために描かれた。主題は、プルタルコスの『対比列伝』に記述されている、紀元前4世紀のアテナイの英雄フォキオンである。作品は現在、プリマス伯爵からウェールズにあるカーディフ国立博物館に寄託されている。

## 作品
美術史家のアンソニー・ブラントによれば、プッサンはプルタルコスのみならず、コルネリウス・ネポスやディオドロス・シクルスなどの古代歴史家の書にも目を通した可能性が示唆されている。したがって、本作の主題は、ストア派的な武人の生き様を称揚するものである。
アレクサンドロス大王が古代ギリシアを制圧しようとしていた時代、ギリシアはいわゆる「衆愚政治」の混乱した時代であった。この世相に生きた将軍がフォキオンであった。彼は武人としてアテナイを幾度となく救ったが、やがて敵対者からの讒言にあい、失脚し、死刑に処せられた。フォキオンの遺体はアテナイに埋葬することが禁じられ、メガラの郊外に送られた後に焼却された。

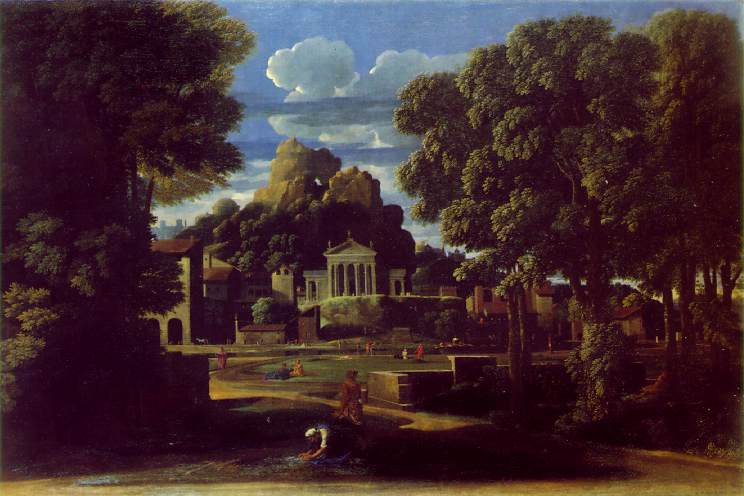
プッサン『フォキオンの遺灰のある風景』 (1648年)、ウォーカー・アート・ギャラリー、リバプール

プッサンの多くの絵画は、彼が幸運の過酷な逆転にいたく魅せられていたということを示している。フォキオンの場合は、名誉ある尊敬すべき人物が裏切り者として死ぬという作品である。本作と『フォキオンの遺灰のある風景』を描くにあたって、プッサンは感情的な処刑の場面を選ばず、より単純で、より静謐で、より劇的でないフォキオンの死後の場面を選んだ。すなわち、本作ではフォキオンの遺体を遠くのメガラまで運んでゆく場面が、『フォキオンの遺灰のある風景』では彼の遺灰を妻が拾い集める場面が表されている。これらのむしろ目立たない情景を気高く、また壮大なものにするため、画家は人物たちをこの上もなく広大な、また入念に構成された風景のうちに描いた。
本作で、フォキオンの遺体をメガラまで運んでゆく2人の男たちは、すでにアテナイの町を出てかなり遠くまで来ている。そのうちの1人は、金でこの運搬の仕事を引き受けたコーノーピオーンという者である。彼らの背後には、大きな平らな石の見える広大な市外の原野が陽光に照らされている。背景のアテナイの町には、2つの丹念に意匠された神殿がはっきりと見える。そのうちの1つの神殿の前の人物たちの行列は、プルタルコスがフォキオンの死刑の日に催されたと述べているゼウスを祭る騎士たちの行列である。
本作は、いわゆる「大様式」と呼ばれるプッサンの完成された様式を示す。風景の中に建築モティーフを入れる手法は、ドメニキーノなどのボローニャ派から学んだものである。また、描かれている家々や神殿は勝手に描かれたものではなく、イタリアのマニエリスム期の建築家セバスティアーノ・セルリオなどの特殊な建築書から引いてきており、プッサンが歴史画を描くにあたって正確な建築的背景を意匠したことを示す。それが見事に古典的舞台設定として完成している一方、画面に平行な前景、中景、遠景が整然と奥行きを形成している。美術史家ケネス・クラークの呼ぶ「幾何学的」で「英雄主義的」風景の典型である。

## 複製
本作には2点の複製が知られている。
- ルーヴル美術館には、1922年に取得されたガーンジーのローズウォール (Rosewall)・コレクション由来の複製がある。一時期、プッサンのオリジナルであると考えられたが、美術史家たちはカーディフ国立博物館にある作品の複製であるという見方で一致している[6]。
- 米国コネチカット州のニューケイナン（英語版）にあるグラス・ハウス (Glass House) にはもう1点の複製があり、美術史家のヴァルター・フリードレンダー（英語版）はオリジナルであるという説を提唱したが、美術史家たちは古い時代の複製という見方で一致している[7]。

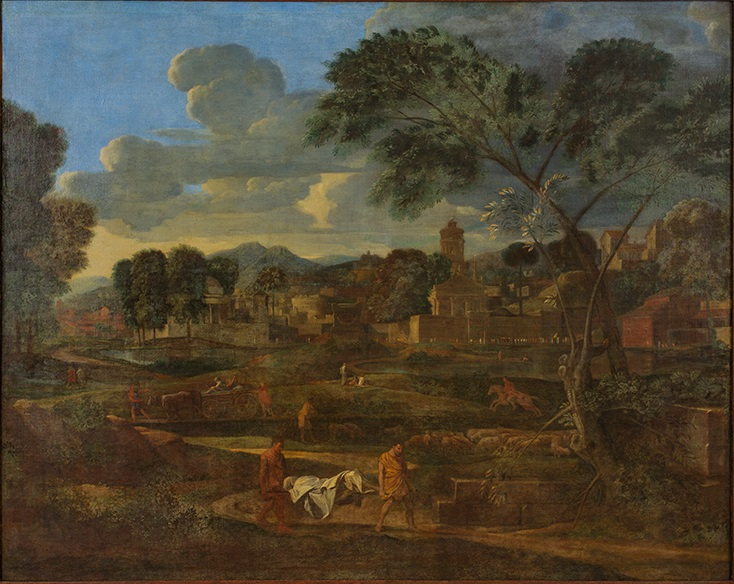
グラス・ハウスの複製
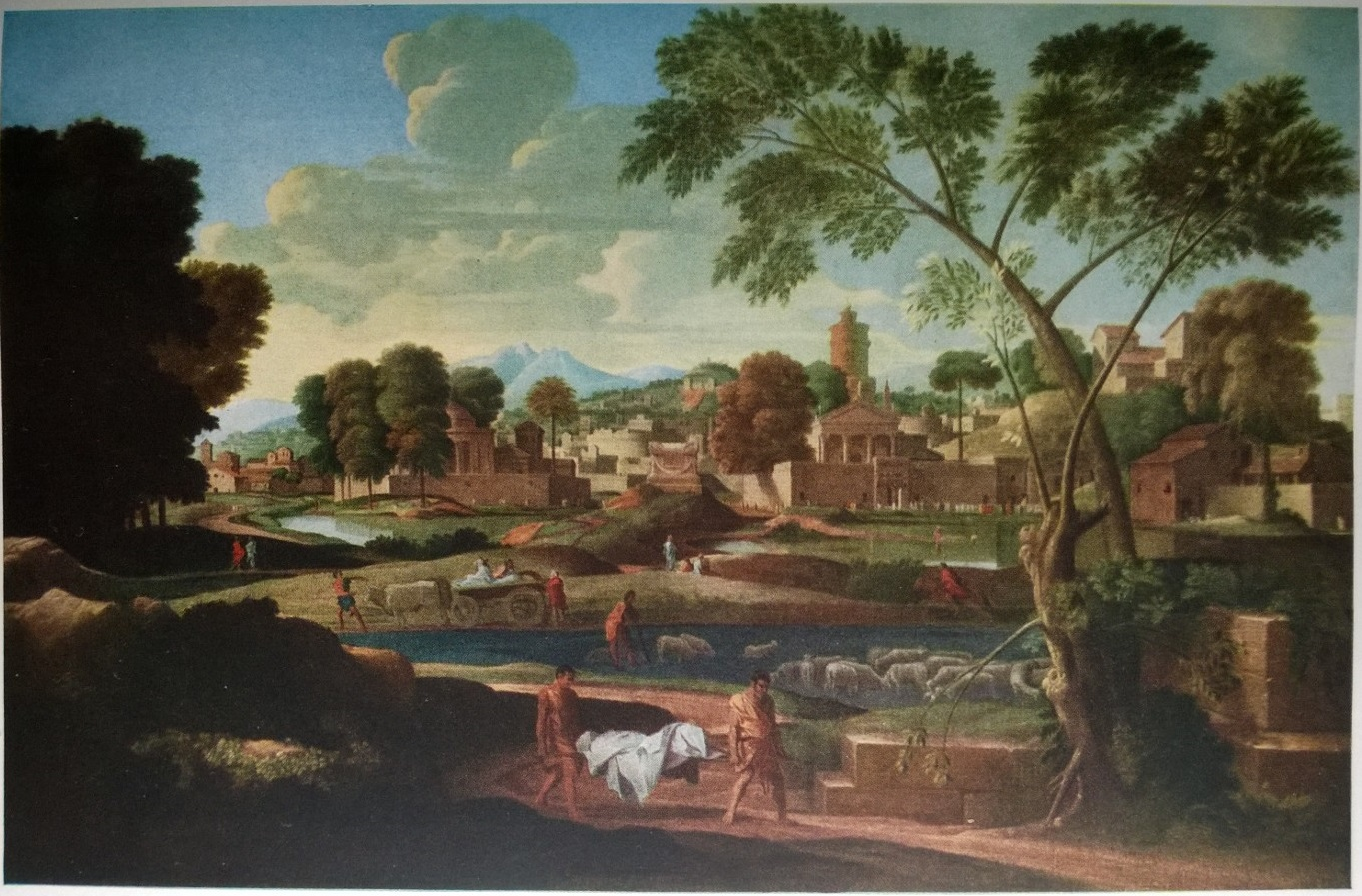
ルーヴル美術館の複製